# Skender Vakuf
Skender Vakuf (též Skender-Vakuf, srbsky Кнежево, Kneževo) je město v Bosně a Hercegovině v Republice srbské. Je vzdáleno asi 51 km jihovýchodně od Banje Luky. V roce 2013 žilo ve Skender Vakufu 3 958 obyvatel, v celé opčině pak 10 428 obyvatel.
K městu připadají též vesnice Bastaji, Bokani, Borak, Bregovi, Čarići, Ćukovac, Donji Koričani, Golo Brdo, Gornji Koričani, Imljani, Javorani, Kobilja, Kostići, Mokri Lug, Paunovići, Rađići, Šolaji, Vlatkovići a Živinice.